# Ivan Fischer
Ivan Fischer (1810.– ?) graditelj orgulja. Bio je sin poznatog graditelja orgulja Caspara, potomka doseljenika iz Njemačke.
Živio je u Apatinu. Umijeće orguljarskog zanata naučio je od oca Caspara, nakon čije je smrti nastavio voditi očevu radionicu. Od orgulja koje je napravio, u Hrvatskoj je poznat samo njegov rad na velikim orguljama u crkvi sv. Mihovila u osječkoj Tvrđi (s 20 registara), gdje je dovršio očev posao.
Ivan Fischer je orguljarskom zanatu naučio druge poznate hrvatske graditelje orgulja, braću Andriju i osobito Lorenza (Lovru) Fabinga, te Ivana i Vendelina Pumppa.